# العقار (الأحساء)
25°22′18″N 49°35′58″E / 25.3717988°N 49.599446°E

العقار هي قرية تتبعُ الأحساء في المِنطقة الشرقيَّة في المَملكة العربيَّة السعوديَّة.

## الموقع
تبعد عن محافظة الأحساء مسافةَ 12 كيلومترًا، وعن العاصمة الرياض مسافة 338 كيلومترًا.

## السكان
عدد سكانها حسب إحصاء عام 1971 نحو 121 نسمة، وعام عام 1952 413 نسمة، الآن يبلغ عدد سكان القرية حوالي 1200 نسمة موزعين في 272 منزل، مساحة القرية الإِجمالية 4/29 هكتارا.

## الأنهار
- نهر الدوغاني ومصدره عين الخدود ويصل إلى الجشة.
- نهر حواش.